# Mariana Loyola

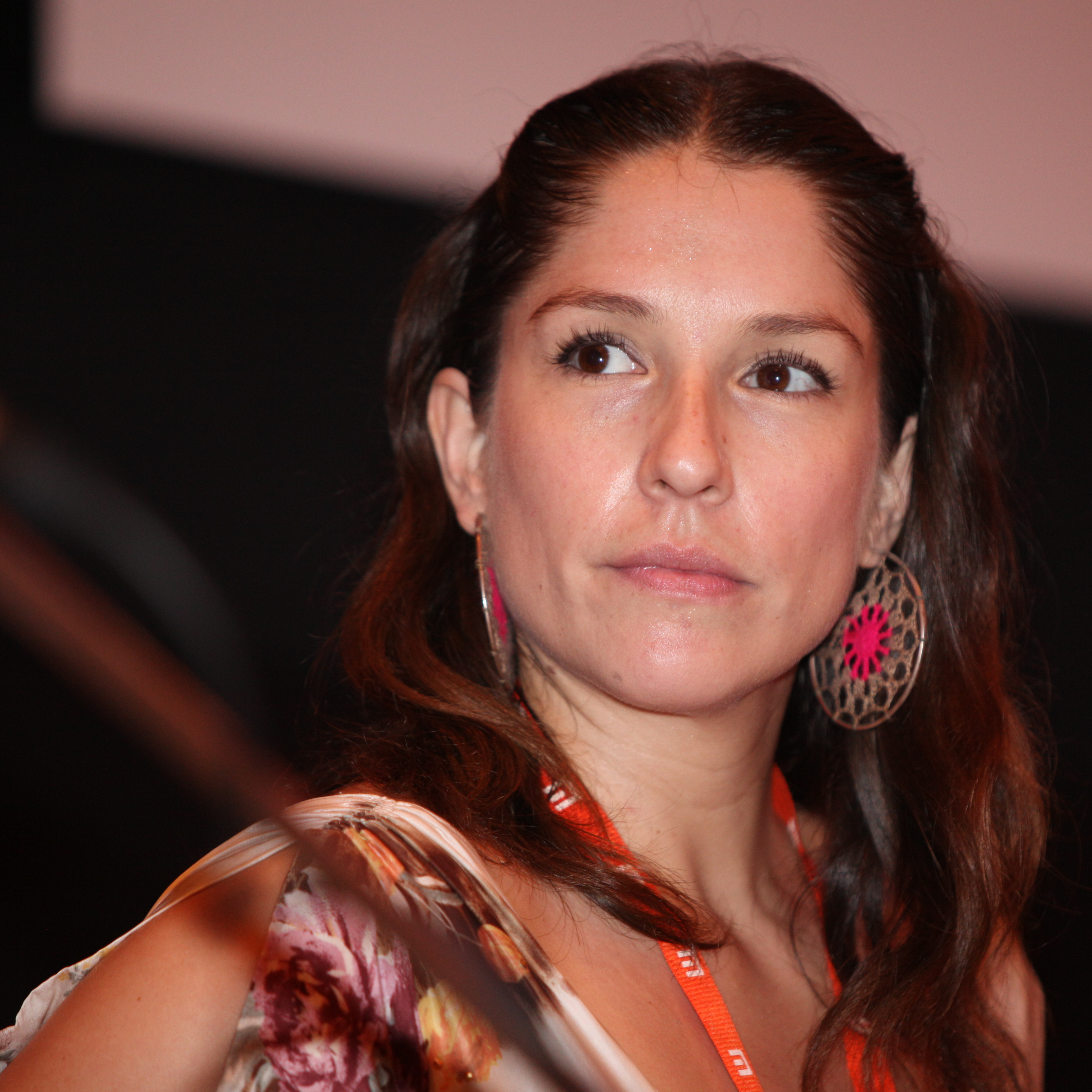
Mariana Loyola

Mariana Francisca Loyola Ruz (* 2. August 1975 in Santiago de Chile) ist eine chilenische Schauspielerin.

## Leben
Mariana Loyola wurde von 1994 bis 1997 an der Päpstlichen Katholischen Universität von Chile zur Schauspielerin ausgebildet. Sie war zunächst als Theater-Schauspielerin tätig. Ab 2000 kamen Rollen in Film und Fernsehen. Mit der Rolle der „Topacio Peralta“ in der Telenovela Amores de Mercado wurde sie im Fernsehen bekannt. Weitere Telenovelas waren Machos (2003) und Gatas & Tuercas (2005–2006). 2009 spielte sie „Lucy“ im Drama La Nana – Die Perle.
Es folgten eine Reihe von Telenovelas. 2018 spielte sie „Mary“ in der Miniserie Mary & Mike. 2019 wirkte sie als „Sara“ in Ema mit.

## Filmografie (Auswahl)
- 2001: Amores de Mercado (Fernsehserie, 33 Folgen)
- 2003: Sub Terra
- 2003: Machos (Fernsehserie, 147 Folgen)
- 2004: Cachimba
- 2005–2006: Gatas & Tuercas (Fernsehserie, 121 Folgen)
- 2007–2008: Fortunato (Fernsehserie, 93 Folgen)
- 2009: La Nana – Die Perle (La nana)
- 2010: Manuel Rodríguez: Guerrillero del amor (Fernsehserie, 109 Folgen)
- 2011–2012: Peleles (Fernsehserie, 76 Folgen)
- 2013: Dos por uno (Fernsehserie, 113 Folgen)
- 2014: Aurora
- 2016: Rara
- 2018: Mary & Mike (Miniserie, 6 Folgen)
- 2018: Si Yo Fuera Rico (Fernsehserie, 151 Folgen)
- 2019: Ema